# Symfoni nr 5 (WA Mozart)
Symfoni No. 5 i Bb-dur K.22, komponerad av Wolfgang Amadeus Mozart under december 1765.
Symfonin är komponerad under familjens turné, denna gång under en kort tids vistelse i Nederländerna. Förut trodde man att den skrevs för Willem V av Oraniens installation som ståthållare, men det är inte troligt då uppstigningen ägde rum den 8 mars följande år. Symfonin följer samma form som tidigare symfonier. Den är ett charmerande exempel på tidens stil på symfonier som var lätta och utan djup och mest liknade den italienska operasinfonian. Symfonin saknar även många av de egenskaper och kvalitéer som Mozarts senare symfonier skulle uppvisa. Orkesterapparaten är densamma som i hans tidigare symfonier; 2 oboer, 2 horn, stråkar och cembalo.
1. Allegro
2. Andante
3. Molto allegro